# 1901
1901 (MCMI) a fost un an obișnuit al calendarului gregorian, care a început într-o zi de marți.

## Evenimente

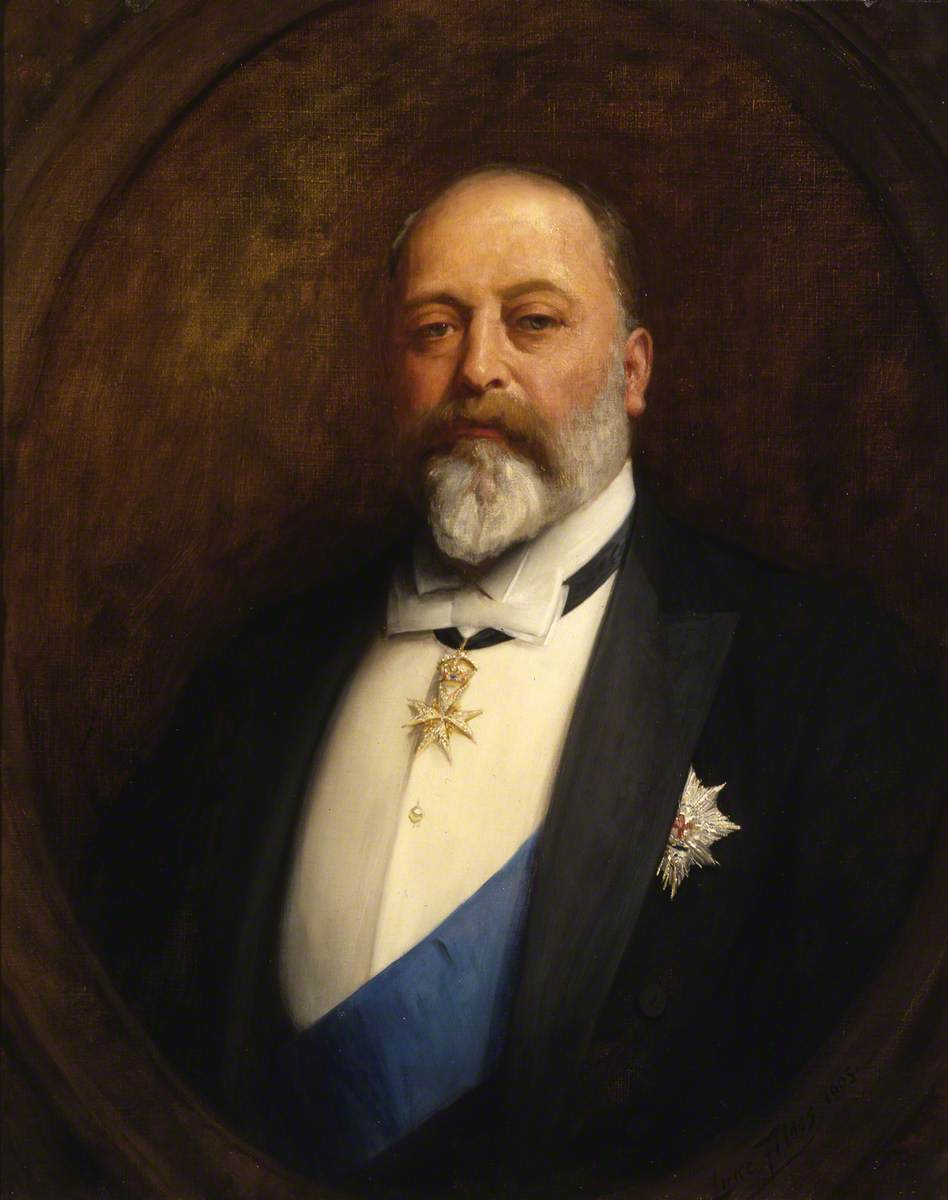
22 ianuarie: Regele Eduard VII urcă pe tronul britanic și devine împărat al Indiei.

### Ianuarie
- 1 ianuarie: Lumea celebrează începutul unui nou secol.
- 1 ianuarie: În Australia, șase colonii britanice formează Commonwealth of Australia.
- 1 ianuarie: Nigeria devine protectorat britanic.
- 22 ianuarie: Moare Regina Victoria a Regatului Unit, la vârsta de 81 de ani. Fiul său cel mai mare, Albert Eduard, Prinț de Wales, devine rege sub numele de Eduard al VII-lea al Regatului Unit.

### Februarie
- 24 februarie: Rusia: Procurorul general pronunță excomunicarea lui Lev Tolstoi.
- 26 februarie: Demisia guvernului conservator, condus de P.P. Carp.
- 27 februarie: Liberalul, Dimitrie Sturdza, este învestit ca prim-ministru al României și formează guvernul.

### Aprilie
- 1 aprilie: Publicarea recensământului din Regatul Unit al Marii Britanii care numără 37.093.436 britanici și 4.440.000 irlandezi.
- 7 aprilie: Elveția decide să extrădeze o persoană cunoscută de a fi participat la atentatul contra Regelui Umberto I al Italiei din 29 iulie 1900. Această decizie provoacă manifestări violente.

### Mai
- 9 mai: Australia deschide primul său parlament la Melbourne.

### Iunie
- 12 iunie: Cuba devine protectorat american.

### Iulie
- 8 iulie: În Franța, viteza automobilelor este limitată la 10 km/h.

### Septembrie
- 6 septembrie: Anarhistul american, Leon Czolgosz, îl împușcă pe președintele Statelor Unite, William McKinley, în Buffalo, New York. McKinley moare 8 zile mai târziu.
- 14 septembrie: Theodore Roosevelt devine al 26-lea președinte și îi succede lui William McKinley la președinția Statelor Unite.
- 28 septembrie: King Camp Gillette înființează The American Safety Razor Company, producătoare de lame de bărbierit.

### Decembrie
- 10 decembrie: La Stockholm, are loc ceremonia primelor premii Nobel, la a 5-a comemorare a morții lui Alfred Nobel.

## Arte, științe, literatură și filozofie

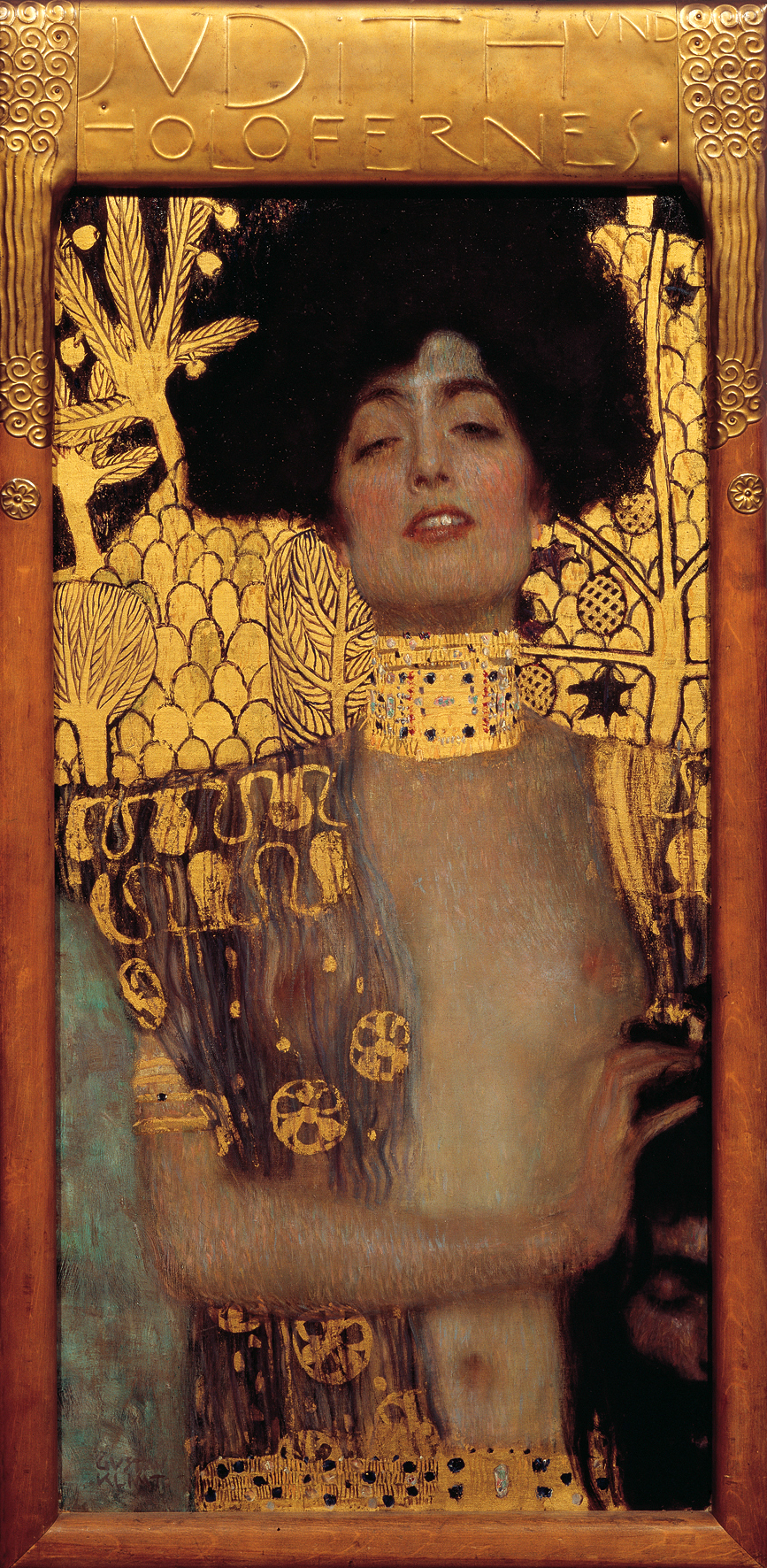
Judith, de Gustav Klimt.

- 15 martie: Prima expoziție a pânzelor lui Vincent van Gogh.
- 24 iunie: Prima expoziție a lui Pablo Picasso.
- 15 august: Prima expoziție la Munchen a pânzelor grupului Phalanx fondat de Wassily Kandinsky și Alexi von Jawlensky.
- 30 august: Englezul Hubert Cecil Booth patentează aspiratorul.
- 2 decembrie: Este publicat, la București, revista literară Sămănătorul. Apare până la 27 iunie 1910.
- Apare volumul de versuri, Patriarhale, de Șt.O. Iosif.
- Apare volumul Momente și schițe, al lui Ion Luca Caragiale.
- August Strindberg scrie Dansul morții.
- Boala Alzheimer este descrisă pentru prima dată de germanul Alois Alzheimer.
- Compozitorul rus, Serghei Rahmaninov, scrie al doilea concert pentru pian.
- Manualul Duden devine referința oficială a limbii germane.
- Pictorul austriac, Gustav Klimt, pictează Judith.
- Premiile Nobel. Considerate drept unele dintre cele mai prestigioase premii din lume, sunt acordate prin testament de Alfred B. Nobel. Premiile se acordă anual pentru fizică, chimie, fiziologie sau medicină, literatură și pace. Din anul 1969 se acordă al șaselea premiu, înființat de Banca Suediei, pentru științe economice.
- Thomas Mann publică Casa Buddenbrook.

## Nașteri

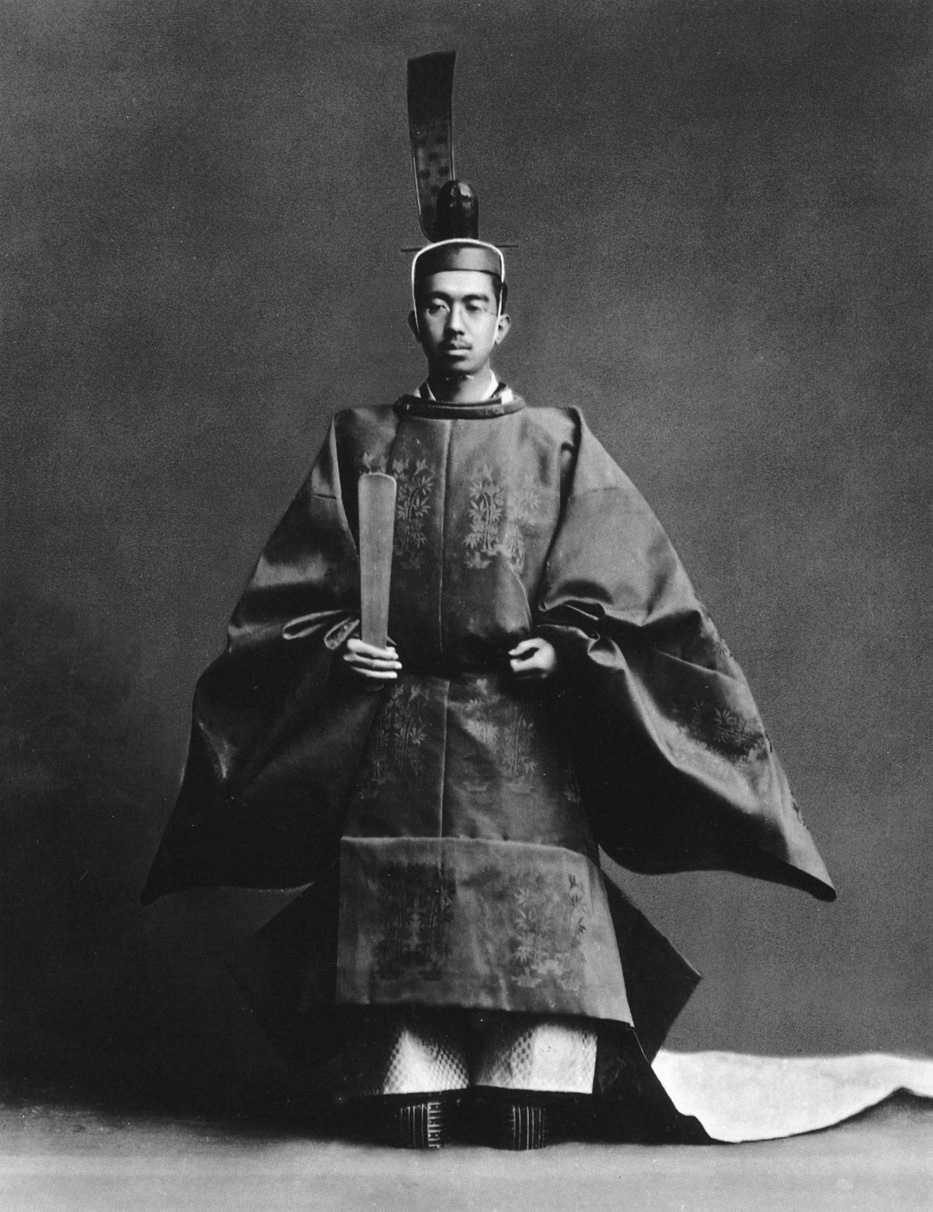
Împăratul Hirohito - Shōwa

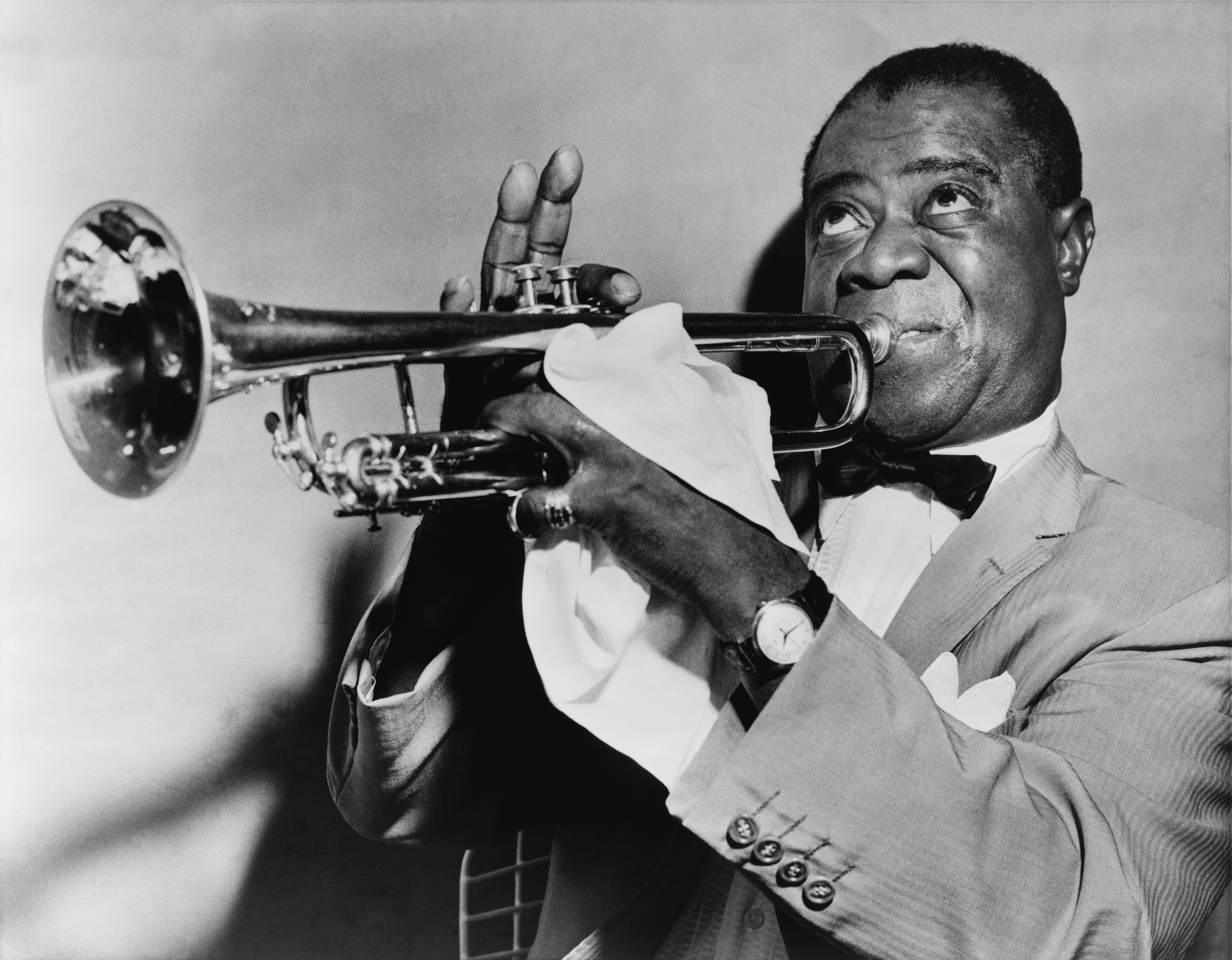
Louis Armstrong

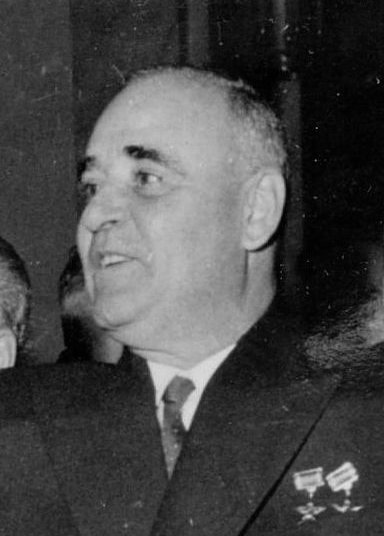
Gheorghe Gheorghiu-Dej

### Ianuarie
- 11 ianuarie: Joachim Ernst, Duce de Anhalt (d. 1947)
- 14 ianuarie: Alfred Tarski, logician polonezo-american, filosof al limbajului și matematician (d. 1983)
- 16 ianuarie: Fulgencio Batista (Fulgencio Batista y Zaldivar), general, al 19-lea președinte și dictator al Cubei (1940-1944 și 1952-1959), (d. 1973)

### Februarie
- 1 februarie: William Clark Gable, actor american de film (d. 1960)
- 22 februarie: Justinian Marina (n. Ioan Marina), al 3-lea patriarh al Bisericii Ortodoxe Române (d. 1977)
- 28 februarie: Linus Carl Pauling, chimist american, dublu laureat al Premiului Nobel (1954) și al Premiului Nobel (1962), (d. 1994)

### Martie
- 4 martie: Francis Adrian Joseph Turville-Petre, arheolog britanic (d. 1941)
- 17 martie: Alfred Newman, compozitor american de muzică de film (d. 1970)

### Aprilie
- 20 aprilie: Michel Leiris, scriitor, poet, etnolog și critic de artă francez (d. 1990)
- 25 aprilie: Gavrilă Mihali Ștrifundă, primar al localității Borșa, luptător pentru unitatea națională, opozant și victimă al regimului comunist (d. 1961)
- 29 aprilie: Hirohito (Împăratul Shōwa), al 124-lea împărat al Japoniei (1926-1989), (d. 1989)
- 30 aprilie: Simon Kuznets, economist de etnie ucraineană, laureat al Premiului Nobel (d. 1985)

### Mai
- 7 mai: Gary Cooper (n. Frank James Cooper), actor american de film, laureat al Premiului Oscar (1942 și 1953), (d. 1961)
- 15 mai: Xavier Herbert, scriitor australian (d. 1984)
- 17 mai: Pompiliu Constantinescu, critic literar român (d. 1946)
- 29 mai: Ionel Fernic, compozitor român (d. 1938)

### Iunie
- 18 iunie: Marea Ducesă Anastasia a Rusiei, fiica țarului Nicolae al II-lea al Rusiei (d. 1918)
- 28 iunie: Eric Clifford Ambler, autor britanic de romane polițiste și de spionaj (d. 1998)

### Iulie
- 7 iulie: Vittorio De Sica, actor și regizor italian de film (d. 1974)

### August
- 2 august: Paul Evdokimov, teolog rus (d. 1970)
- 4 august: Louis Armstrong, cântăreț american de jazz (d. 1971)
- 19 august: Ștefan Nădășan, inginer român, membru al Academiei Române (d. 1967)
- 20 august: Salvatore Quasimodo, scriitor italian, laureat al Premiului Nobel (d. 1968)

### Septembrie
- 12 septembrie: Gusztáv Abafáy (n. Gusztáv Öffenberger), scriitor, istoric literar și publicist maghiar din România (d. 1995)
- 29 septembrie: Enrico Fermi, fizician italian, laureat al Premiului Nobel (d. 1954)

### Octombrie
- 26 octombrie: Constantin C. Giurescu, istoric român (d. 1977)

### Noiembrie
- 3 noiembrie: Leopold al III-lea al Belgiei (d. 1983)
- 3 noiembrie: André Malraux (n. André Berger), scriitor, ziarist și om politic francez (d. 1976)
- 8 noiembrie: Gheorghe Gheorghiu-Dej, comunist român  (d. 1965)
- 9 noiembrie: Tivadar Ács, scriitor, jurnalist și istoric maghiar (d. 1974)
- 26 noiembrie: Mihail Drumeș, scriitor român (d. 1982)

### Decembrie
- 5 decembrie: Walt Disney (Walter Elias Disney), producător, desenator și regizor american de film (d. 1966)
- 5 decembrie: Werner Heisenberg, fizician german, laureat al Premiului Nobel (d. 1976)
- 14 decembrie: Paul I, rege al Greciei (1947-1964), (d. 1964)
- 26 decembrie: Charlotte Sibi, profesoară română (d. 1989)
- 27 decembrie: Marlene Dietrich (Maria Magdalene Dietrich), actriță de film și cântăreață americană de etnie germană (d. 1992)
- 27 decembrie: George Dumitrescu, poet român (d. 1972)
- 27 decembrie: Henri H. Stahl, etnograf, memorialist român (d. 1991)
- 27 decembrie: Bellu Zilber (n. Herbert Zilber), scriitor român de etnie evreiască (d. 1978)

## Decese

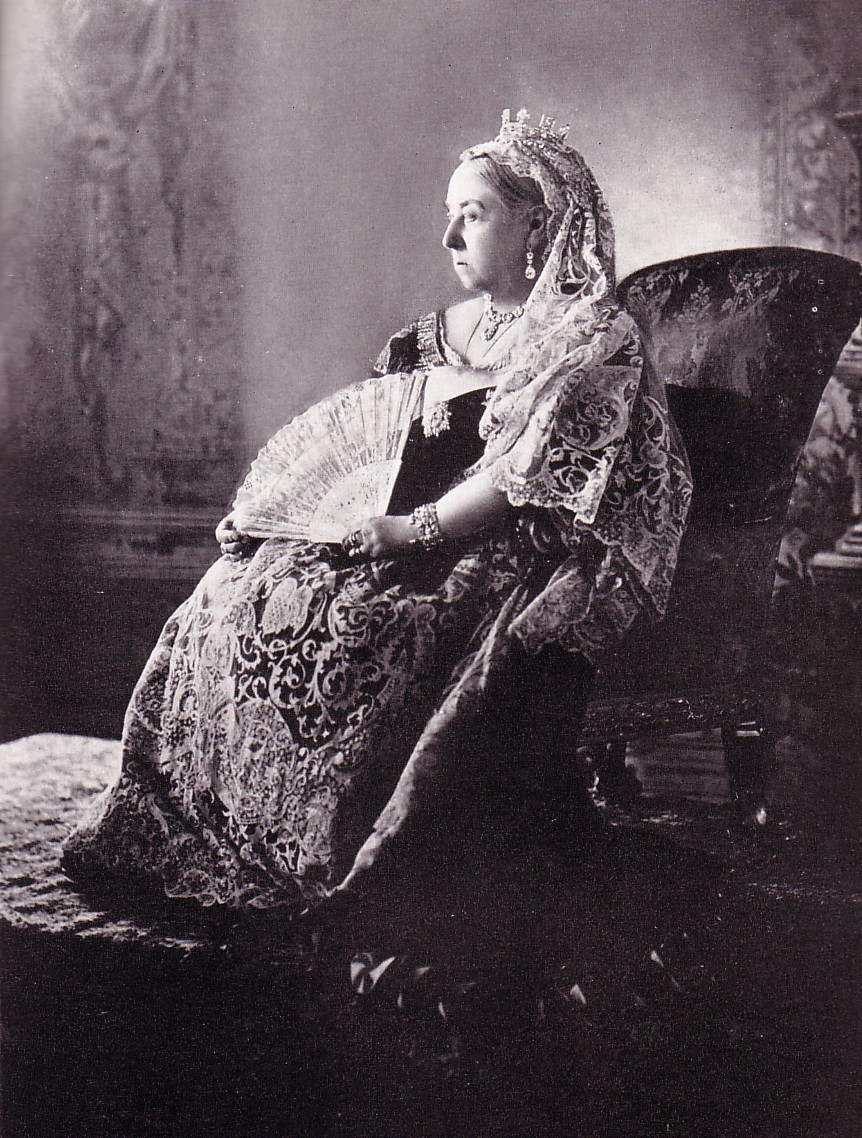
Regina Victoria

- 14 ianuarie: Víctor Balaguer i Cirera, 77 ani, scriitor și om politic spaniol (n. 1824)
- 14 ianuarie: Charles Hermite, 78 ani, matematician francez (n. 1822)
- 16 ianuarie: Arnold Böcklin, 73 ani, pictor simbolist elvețian (n. 1827)
- 22 ianuarie: Regina Victoria (n. Alexandrina Victoria), 81 ani, Regină a Marii Britanii și Împărăteasă a Indiei (n. 1819)
- 23 ianuarie: Matei Vlădescu, 65 ani, general român (n. 1835)
- 27 ianuarie: Giuseppe Fortunino Francesco Verdi, 87 ani, compozitor italian (n. 1813)
- 11 februarie: Regele Milan I al Serbiei (n. Milan Obrenović), 46 ani (n. 1854)
- 13 martie: Benjamin Harrison, 67 ani, al 23-lea președinte al SUA (1889-1893), (n. 1833)
- 5 august: Prințesa Victoria a Marii Britanii (n. Victoria Adelaide Maria Louise), 60 ani, împărăteasa Prusiei, fiica reginei Victoria (n. 1840)
- 9 septembrie: Henri de Toulouse-Lautrec, 36 ani, pictor francez (n. 1864)
- 14 septembrie: William McKinley, 58 ani, al 25-lea președinte al SUA (1897-1901), (n. 1843)
- 22 noiembrie: Vasile Urechea-Alexandrescu, 67 ani, istoric și scriitor român, om politic (n. 1834)

## Premii Nobel
- Fizică: Wilhelm Conrad Röntgen (Germania)
- Chimie: Jacobus H. van 't Hoff (Țările de Jos)
- Medicină: Emil Adolf von Behring (Germania)
- Literatură: Sully Prudhomme (Franța)
- Pace: Henri Dunant (Elveția) și Frédéric Passy (Franța)